# Peperomia chalhuapuquiana
Peperomia chalhuapuquiana är en pepparväxtart som beskrevs av William Trelease. Peperomia chalhuapuquiana ingår i släktet peperomior, och familjen pepparväxter. Inga underarter finns listade i Catalogue of Life.